# Sinac
Sinac es una localidad de Croacia situada en el municipio de Otočac, en el condado de Lika-Senj. Según el censo de 2021, tiene una población de 496 habitantes.

## Demografía
| Gráfica de población de Sinac 1857-2021                             |
|                                                                     |
| Según los censos de población de la Oficina de Estadísticas Croata. |